# Arisaema triphyllum
Arisaema triphyllum és una espècie de planta herbàcia i perenne que creix a partir d'un corm. És una espècie molt variable que fa de 30 a 65 cm d'alt. És nativa d'Amèrica del Nord i es troba en boscos humits des de Nova Escòcia a Minnesota, i pl sud fins a Florida.
És una planta amb una sexualitat vegetal variable segons els seus estadis de creixement.

## Descripció
Les fulles són trifoliades; cada folío fa 8-15 cm de llarg i 3-7 cm d'ample. Aquestes plantes es confonen de vegades amb l'heura verinosa. La seva inflorescència té forma irregular i fa fins a 8 cm de llarg. Els fruits són llisos i verdosos, són baies d'1 cm de diàmetre. Maduren a finals d'estiu.
Conté oxalat de calci i cusa irritació a la boca i la gola si es consumeix.
Els indígenes americans la consumien com a planta medicinal.

## Subespècies
A. triphyllum consta de tres subespècies: A. triphyllum subsp. stewardsonii i A. triphyllum subsp. pusillum són diploides, i A. triphyllum subsp. triphyllum és tetraploide originada com híbrid de les dues anteriors.